# Мидландс (Зимбабве)
Мидландс (енгл. Midlands) је покрајина у Зимбабвеу. Површина је 49.166 km² и у њој живи 1,5 милиона становника (2002). Гверу је главни град покрајине.